# Minla
Genre
Minla est un genre monotypique de passereaux de la famille des Leiothrichidae.
- Minla ignotincta Hodgson, 1837 — Minla à queue rousse, Sibia à queue rouge
  - Minla ignotincta ignotincta Hodgson, 1837
  - Minla ignotincta jerdoni Verreaux, J, 1871
  - Minla ignotincta mariae La Touche, 1921
  - Minla ignotincta sini Stresemann, 1929